# 国家民族事務委員会

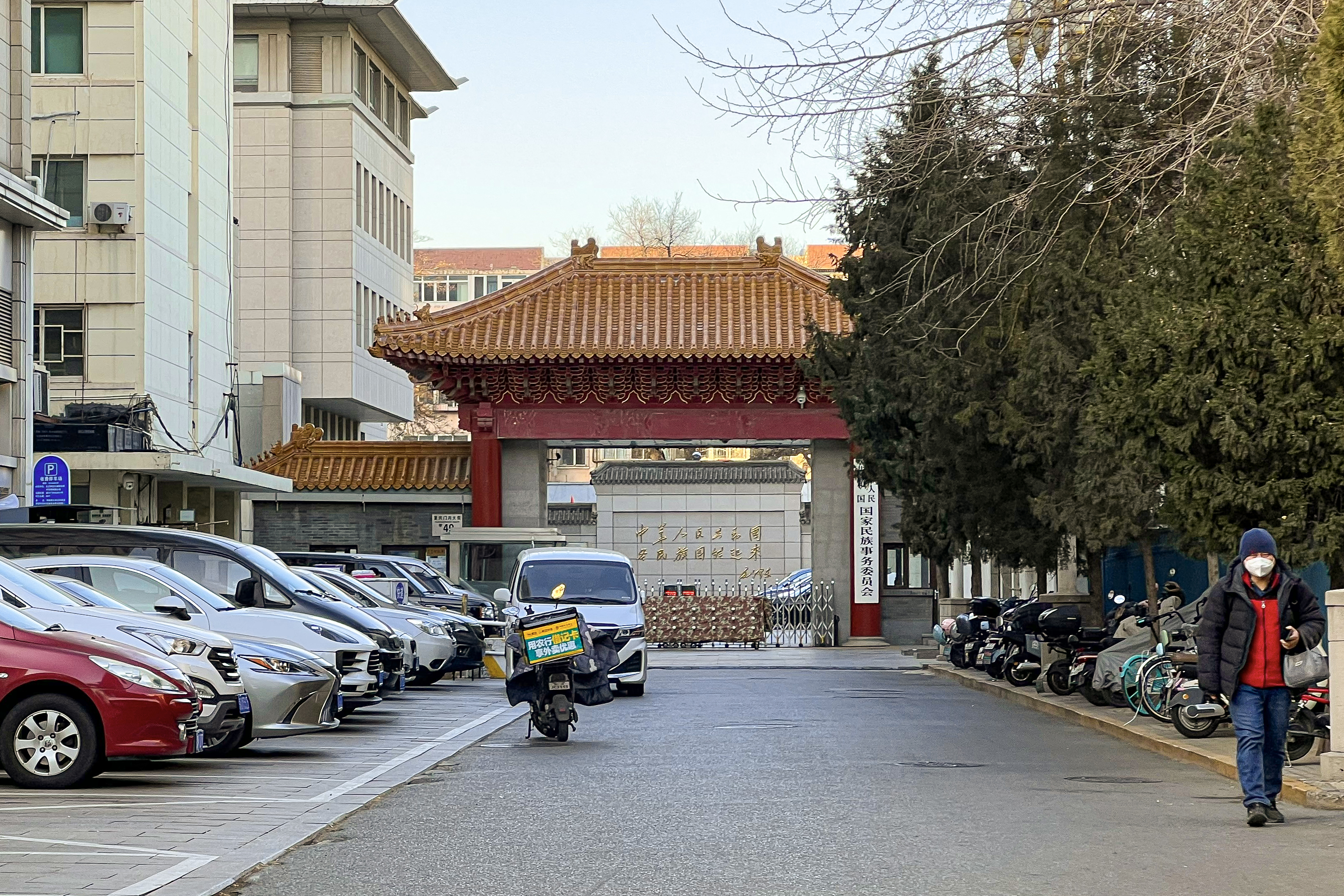
国家民族事務委員会

中華人民共和国国家民族事務委員会（ちゅうかじんみんきょうわこくこっかみんぞくじむいいんかい）は、中華人民共和国国務院に所属し、中国共産党の民族政策により国内少数民族の権益保護を目的とする国家委員会である。ウランフなど少数民族の高官が主任を務めてきた。中国では民族識別工作によって、チワン族、ウイグル族、モンゴル族、回族、苗族など55の少数民族が認定されている。

## 歴史
1949年10月22日中央人民政府民族事務委員会が成立し、中央民委と簡称された。これは中華人民共和国で最も早く成立した中央政府委員会である。1954年中華人民共和国民族事務委員会と改称し、1970年に文化大革命によって解体されたが、1978年国務院組織として復活し、国家民族事務委員会（簡称、国家民委）と称している。

## 組織
中国の国家委員会は縦割りの政府機関を超越して、各種の政府活動を調節する組織であり、委員会主任は閣僚クラスで、国務院全体会議に出席する。

### 委員会内部機構
民族委員会内部には弁公庁を始め、 政策法規司、経済発展司、文化宣伝司、教育科技司、国際司、企画財務司、人事司（機関党委員会）の担当部課や委員会駐在党規律検査組、監察局の監督機関、退職幹部局、機関服務局、民族研究センター、情報センターが設置されている。

### 直属単位
少数民族幹部養成のための中央民族幹部学院や少数民族学生のための総合大学である中央民族大学（在北京）、中南民族大学（在武漢）、西南民族大学（在成都）、大連民族大学（在大連）、西北民族大学（在蘭州）、北方民族大学（在銀川）が各地に設置され、中国民族語文翻訳センター、中央民族歌舞団、民族出版社、民族画報社、民族団結雑誌社、民族文化宮、中国民族博物館、全国少数民族古籍整理研究室、中国民族報社の文化工作機関も委員会に直属している。

### 地方組織
各省、自治区、直轄市などに地方民族事務委員会や民族宗教事務庁などの民族工作機関が設置されている。

## 国家民委幹部
- 潘岳（主任，漢族）[2]
- 郭衛平（副主任，白族）
- 段毅軍（副主任，漢族）
- 杜鵑（紀検組組長，漢族）
- 辺巴扎西（副主任，蔵族）

## 課題
中国には省クラスの自治区として内モンゴル自治区、広西チワン族自治区、西蔵自治区、寧夏回族自治区、新疆ウイグル自治区の5大自治区があり、地区クラスの民族区域自治行政単位としては、吉林省の延辺朝鮮族自治州、湖北省の恩施土家族苗族自治州、湖南省の湘西土家族苗族自治州、貴州省の黔東南苗族侗族自治州、黔西南布依族苗族自治州、雲南省のシーサンパンナ・タイ族自治州など合計30の自治州、内モンゴル自治区内の各アイマク（盟）が存在する。さらに下級の自治県、旗は数え切れない。民族事務委員会はこれらの民族自治区域の自治を保障することを重要な使命としている。